# Helena Polaczkówna
Helena Polaczkówna (ur. 24 lutego 1884 we Lwowie, zamordowana w 1942 na Majdanku) – polska historyk, archiwistka, sfragistyk, autorytet w dziedzinie heraldyki.

## Życiorys
Absolwentka historii na Wydziale Filozoficznym Uniwersytetu Lwowskiego. Po uzyskaniu doktora, a następnie habilitacji uzyskanej na Uniwersytecie Poznańskim docent nauk pomocniczych historii na Uniwersytecie Lwowskim, kustosz Archiwum Ziemskiego i członek Towarzystwa Naukowego we Lwowie. Współtwórczyni współczesnej polskiej terminologii heraldycznej, zwłaszcza języka blazonowania herbów. 8 marca 1925 została wybrana wiceprezesem Polskiego Towarzystwa Heraldycznego we Lwowie.
Uczestniczka tajnego nauczania we Lwowie, działaczka Związku Walki Zbrojnej, aresztowana wraz z całą rodziną, zamordowana jesienią w obozie koncentracyjnym na Majdanku.

## Wybrane publikacje
- Materyały do heraldyki polskiej (1909)
- Stemmata Polonica; rękopis nr 1114 klejnotów Długosza w Bibliotece Arsenału w Paryżu (Towarzystwo Naukowe, Lwów, 1926 wyd.)
- Szlachta na Siewierzu biskupim w latach 1442–1790 (Towarzystwo Heraldyczne, Lwów, 1913, w: Rocznik Towarzystwa Heraldycznego we Lwowie, t. 4 cz. 2)
- Najstarsza księga sądowa wsi Trześniowa 1419-1609. sanockabibliotekacyfrowa.pl. [zarchiwizowane z tego adresu (2017-02-17)]. (Towarzystwo Naukowe, Lwów 1923)
- Geneza herbów polskich w herbarzu flamandzkim (Lwów, 1925, w: Księga Pamiątkowa ku czci Oswalda Balzera)
- Najstarsze pomniki heraldyki polskiej (Towarzystwo Naukowe, Lwów, 1926)
- Geneza orła Piastowskiego (Poznań, 1930)
- Księga bracka św. Krzysztofa na Arlbergu w Tyrolu (1931)
- Oswald Marjan Balzer (1933)
- Prace sekcji nauk pomocniczych, archiwów i organizacji pracy historycznej na VII-ym Międzynarodowym Kongresie Nauk Historycznych w Warszawie (1934)
- Św. Katarzyna Sieneńska a Elżbieta Łokietkówna (1935)
- Z przeszłości miasta Grzymałowa (1936)
- Księga radziecka miasta Drohobycza 1542–1563 (Towarzystwo Naukowe, Lwów, 1936)
- Zapis Teodora Gryfity dla Cystersów z 1196 r. (Towarzystwo Naukowe, Lwów, 1938)
- Boym Paweł Jerzy (1581–1641), Bartosz z Wezenborga, hasła w Polskim Słowniku Biograficznym;